# Joseph Reed Ingersoll
Pour les articles homonymes, voir Ingersoll.
Joseph Reed Ingersoll (14 juin 1786 - 20 février 1868) est un avocat et homme d'État américain originaire de Philadelphie, en Pennsylvanie. En 1835, il suit son père, Jared Ingersoll, et son frère aîné, Charles Jared Ingersoll (en), pour représenter la Pennsylvanie à la Chambre des représentants des États-Unis.

## Biographie

### Études
Il est diplômé de l'université Princeton en 1804. Il étudie le droit avec son père, est admis au barreau et commence à exercer à Philadelphie. En 1825, Ingersoll est élu à la société américaine de philosophie.

### Carrière politique
En 1834, il est élu au vingt-quatrième Congrès en tant que candidat whig anti-jacksonien. Il refuse d'être candidat à la réélection en 1836 et siège de 1835 à 1837. Il reprend la pratique du droit.
Ingersoll est élu sous l'étiquette Whig au vingt-septième Congrès pour combler la vacance causée par la démission de John Sergeant (en). Il est réélu en tant que Whig aux vingt-huitième, vingt-neuvième et trentième Congrès. Il refuse d'accepter la nomination en tant que candidat à la réélection en 1848. Au total, son second mandat dure de 1841 à 1849.
Il est président de la commission judiciaire de la Chambre des représentants des États-Unis pendant le trentième Congrès. Il est défenseur du protectionnisme et un fervent partisan d'Henry Clay. L'un de ses efforts notables à la Chambre esr la défense du tarif douanier de Clay de 1842 (en).

### Ambassadeur des États-Unis
En 1852, le président Millard Fillmore l'envoie au Royaume-Uni en tant qu'ambassadeur des États-Unis. Il y reste environ un an, puis se retire dans la vie privée, se consacrant à des activités littéraires. Le diplôme de LL.D. lui est conféré par Lafayette et Bowdoin en 1836, et celui de Doctor of Civil Law par Oxford en 1845.

## Mort
Il meurt à Philadelphie en 1868 et est inhumé dans le cimetière de l'église épiscopale protestante de St. Peter.

## Œuvres
Ingersoll est un fervent partisan de l'Union et, au moment de la guerre civile américaine, il rédige un essai intitulé Secession, a Folly and a Crime (La sécession, une folie et un crime). Il publie une traduction du latin des traités de Roceus (Francesco Rocco) "De Navibus et Naulo et De Assecuratione (Philadelphie, 1809), et est l'auteur d'un mémoire sur Samuel Breck (en) (1863).